# アル＝ファラゾーン
黄金王アル＝ファラゾーン（Ar-Pharazôn the Golden, 第二紀3118年 - 3319年、在位：3255年 - 3319年）は、J・R・R・トールキンの中つ国を舞台とした小説、『シルマリルの物語』の登場人物。ヌーメノールの第25代にして最後の王。クウェンヤ名はタル＝カリオン（Tar-Calion）。
父は第24代の王タル＝パランティアの弟ギミルハード(Gimilkhâd)。妻はタル＝パランティアの娘ミーリエル（アル＝ジムラフェル）。

## 人物像
父ギミルハードに輪をかけて強欲な人物であり、王位に着く前からしばしば中つ国に遠征を行っては、莫大な富を持ち帰っていた。しかしその富を惜しげもなく人に与えていたので、民衆からの支持は拡大していた。
かれは傲岸不遜であり、中つ国でのサウロンの権勢を聞き及ぶと、誰もヌーメノールの王に比肩してはならないという理由から討伐軍を起こしている。サウロンがへりくだって見せたとき、人々はすぐに騙されたが、アル＝ファラゾーンは真に受けないだけの用心深さを備えていた。しかしこれも程度の差であって、ヌーメノールに連れて来られたサウロンが絶えず甘言をささやくようになると、すっかり言いなりになってしまった。
西方のヴァラールを憎む一方で、内心では恐れており、王家の運命と直結しているという白の木ニムロスの伐採時や、不死の国アマンの上陸時にはためらう様子も見せている。しかし自尊心が大きすぎて、結局は実行に至るのであった。
悪行のみが語られるアル＝ファラゾーンではあるが、若いころはエレンディルの父アマンディルを友人として遇しており、サウロンが来るまでは（考え方の違いによらず）かれを顧問官の席においていた。

## 経歴
先王タル＝パランティアの死後、正当な王位継承者はミーリエルであったが、アル＝ファラゾーンが王位を簒奪した。従姉妹であるミーリエルとの結婚はヌーメノールの法律を破るものであったが、アル＝ファラゾーンの権力は強く、あえて反対するものはいなかった。
かれはモルドールを攻撃してサウロンを捕虜として自らの王国に連れ帰った。しかしサウロンはアル＝ファラゾーンを堕落させ、暗黒神メルコールの崇拝に向かわせた。王が年老いて死を恐れるようになると、サウロンはヴァリノールを攻撃するように説得した。アル＝ファラゾーンは第二紀3319年に大艦隊の建造を始め、3319年に「ヴァラールの禁」を破って不死の地に上陸した。この報いとしてイルーヴァタールによってアル＝ファラゾーンとその軍勢は山の下に生き埋めとなり、かれの艦隊とヌーメノールは海に沈められ、世界の終りが来るまで死ぬこともなく地の底の忘却の洞窟に閉じ込められることとなった。
| 前の王: タル＝パランティア | ヌーメノールの王の一覧 | (ヌーメノール滅ぶ) |